# Петар Бабић
Петар Бабић Пепа (Тишковац Лички, код Доњег Лапца, 1. новембар 1919 — Београд, 31. октобар 2006), учесник Народноослободилачке борбе, генерал-пуковник ЈНА, амбасадор СФР Југославије и народни херој Југославије.

## Биографија
Рођен је 1. новембра 1919. године, од оца Стевана и мајке Раде у селу Тишковац Лички, код Доњег Лапца. Поред основне школе, завршио је три разреда Стручне занатске школе у Дрвару, где је учио машинбраварски занат.
Као млади металски радник, 1936. године је приступио организацији Уједињених радничких синдиката (УРС) у Дрвару, а идуће 1937. године је постао члан Савеза комунистичке омладине Југославије (СКОЈ). Због учествовања у акцијама радничке омладине, отпуштен је с посла, а затим позван на одслужење војног рока, који је служио у Карловцу и Загребу.

### Народноослободилачка борба
Априлски рат 1941. године, га је затекао у Југословенској војсци. После капитулције, избегао је заробљавање и вратио се у родни крај. Учествовао је у припремама оружаног устанка у Лици. Крајем новембра 1941. године, постављен је за политичког делегата вода у батаљону „Марко Орешковић“, а убрзо потом је постао политички комесар чете у истом батаљону. У чланство Комунистичке партије Југославије (КПЈ) примљен је јануара 1942. године.
Априла 1942. године, када је формиран Трећи лички партизански одред, постављен је за заменика политичког комесара Одреда и руководиоца партијске организације у Одреду. Од августа 1942. до фебруара 1943. године био је политички комесар Друге личке пролетерске ударне бригаде. Од фебруара до маја 1943. године налазио се у Трећој личкој ударној бригади. Маја 1943. године, Главни штаб НОВ и ПО Хрватске га је поставио на дужност политичког комесара новоформираног Штаба Книнског оперативног сектора. У јесен 1943. постављен је за политичког комесара Деветнаесте севернодалматинске дивизије и на тој функцији остао је до краја рата.

### Послератни период
После завршетка Другог светског рата, наставио је професионалну војну каријеру у Југословенској народној армији (ЈНА), у којој је обављао високе војне и политичке дужности — био је политички комесар Прве тенковске дивизије, у Крању и Тенковског корпуса, у Скопљу; наставник тактике и начелник класе у Вишој војној академији ЈНА; заменик помоћника Државног секретара за послове народне одбране за кадровско-персоналне послове ЈНА; начелник Кабинета Врховног команданта маршала Јосипа Броза Тита; секретар Савета народне одбране и помоћник Савезног секретара за народну одбрану СФРЈ за војно-привредни сектор.
Године 1972. именован је за амбасадора СФР Југославије у Канади. По повратку из Канаде, 1976. године, преузео је дужност председника Заједнице индустрије наоружања и војне опреме Југославије (ЗИНВОЈ). Активна служба престала му је 1979. године, када је пензионисан у чину генерал-пуковника ЈНА.
Завршио је Вишу партијску школу „Ђуро Ђаковић”, Вишу војну академију ЈНА и Командно-генералштабни колеџ у Сједињеним Америчким Државама (енгл. US Army Command and General Staff College), током 1956. и 1957. године.
Умро је 31. октобра 2006. године у Београду, дан уочи 87. рођендана. Сахрањен је 4. новембра у Алеји народних хероја на Новом гробљу у Београду.
Две сестре и брат били су учесници Народноослободилачке борбе. Млађи брат Перо му је 5. августа 1995. сурово убијен у акцији Хрватске војске, „Олуја”, на аеродрому Жељава.

## Одликовања
Носилац је Партизанске споменице 1941. и других југословенских одликовања, међу којима су:
- Орден народног хероја (одликован 27. новембра 1953. године),
- Орден ратне заставе,
- Орден братства и јединства са златним венцем,
- Орден за војне заслуге са великом звездом,
- Орден партизанске звезде са сребрним венцем,
- Орден заслуга за народ са сребрним зрацима,
- два Ордена за храброст.